# Lions Rump
Lions Rump är en udde i Antarktis. Den ligger på King George Island i Sydshetlandsöarna. Argentina, Chile och Storbritannien gör anspråk på området.
Terrängen inåt land är kuperad västerut, men åt nordost är den platt. Havet är nära Lions Rump österut. Trakten är glest befolkad. Närmaste befolkade plats är Commandante Ferraz Station, 15,0 kilometer väster om Lions Rump.